# 朱倪爋
壽陽僖憲王朱倪爋（16世紀—1610年代），明朝慶藩第三代壽陽王，壽陽端懿王朱鼒㭿的嫡長子。

## 生平
嘉靖二十年（1541年），壽陽端懿王朱鼒㭿去世。嘉靖三十三年（1554年）四月，朱倪爋襲封壽陽王。
朱倪爋曾施捨《陰隲文》千卷以勸善。萬曆二十年（1592年），宁夏致仕副總兵哱拜發動叛亂，朱倪爋堅決抵抗，鼓勵眾人效死。朱倪爋被捕後，哱拜將其禁錮於甕城，並殺戮其近侍，但朱倪爋始終不屈。叛亂平定後，朱倪爋得到明神宗的表彰，獲賜花幣、羊、酒、坊匾，以作為宗藩之勸。
萬曆四十二年（1614年）四月前，朱倪爋去世，於四月獲諡僖憲。庶長子朱伸早卒，長孫朱帥𰼩在四年後襲爵。

## 家庭

### 妻
- 李氏，寧夏右屯衛散官李舉女，嘉靖三十七年（1558年）七月冊為壽陽王妃[6]。

### 子
- 庶長子：壽陽長子朱伸
- 庶第二子：鎮國將軍朱伸𡓉
- 庶第三子：鎮國將軍朱伸堵
- 庶第四子：鎮國將軍朱伸𨍀
- 庶第五子：鎮國將軍朱伸篈[3]